# Bery
Sugár Bertalan művésznevén Bery (1978. december 8. –) magyar énekes.

## Zenei pályája
Első albuma még Sugár Berci néven 1992-ben, 14 éves korában jelent meg, Hé, kölyök! címmel. Az album egyik dala a "Csöngess be hozzám, jóbarát" volt.
Fiatal felnőttként már Bery művésznéven, 1999-ben jelent meg második albumának első kislemeze, majd azonos című nagylemeze az Ébredj velem. Az album osztatlan sikert aratott mind a szakma, mind a közönség körében. 2000-ben megszületett a harmadik album is, Egyedül címmel, melynek címadó dala, a Váczi Eszterrel énekelt duett megdöntött minden addigi magyarországi népszerűségi és rádiójátszási rekordot.
Nem sokkal a 2001. szeptember 11-ei terrortámadás után Bery New Yorkba költözött, hogy színész lehessen. Három év után eldöntötte, hazatér.
2009-ben kiadta negyedik albumát Disco címmel.

## Coming out
2008-ban a TV2 Strucc című műsorában nyíltan felvállalta homoszexualitását. 16 éves korom óta így élem az életem. Azért vállaltam fel az érzéseimet, mert nem akarok titkolózni, és nem akarom, hogy összesúgjanak a hátam mögött – nyilatkozta Bery. Élettársa ekkor Sebián-Petrovszki László, államtitkár volt, aki vagyonnyilatkozatában is megjelenítette Beryt.

## Szólólemezek
| Év   | Album                             | Legmagasabb helyezés                   | Minősítés |
| Év   | Album                             | MAHASZ Top 40 album- és válogatáslemez | Minősítés |
| ---- | --------------------------------- | -------------------------------------- | --------- |
| 1992 | Hé, kölyök! - Megjelenés: 1992.   | -                                      |           |
| 1999 | Ébredj velem! - Megjelenés: 1999. | 8                                      |           |
| 2000 | Egyedül - Megjelenés: 2000.       | -                                      |           |
| 2009 | Disco - Megjelenés: 2009.         | -                                      |           |